# Zatypota walleyi
Zatypota walleyi är en stekelart som beskrevs av Henry Keith Townes, Jr. 1960. Zatypota walleyi ingår i släktet Zatypota och familjen brokparasitsteklar. Inga underarter finns listade i Catalogue of Life.